# 硝酸ウラニル(VI)
硝酸ウラニル(VI)（しょうさんウラニル ろく、英: uranyl(VI) nitrate）は、化学式 UO2(NO3)2 と表されるウラニルの硝酸塩である。ウランは重金属なので、硝酸ウラニル(VI)は人に対して重金属一般の毒性を示す。また、窯業、ガラス工業の顔料、写真の増感剤などにも利用される。

## 水和物
無水和物、1、2、3、6水和物が知られているが、風解ないしは潮解性を示し、6水和物が比較的安定である。無水和物は黄色の無定形粉末であり、2、3水和物は黄色結晶で，緑色の蛍光を発する。
6水和物は UO3 または U3O8 を硝酸に溶かして濃縮すると，黄色斜方晶系柱状または板状晶として得られ、黄緑色の強い蛍光を発する。水に対する溶解度は52.0 g (15 °C) で、エタノール、ジエチルエーテル、アセトンなどに溶け、二硫化炭素、ベンゼン、リグロインなどには溶けない。

## 放射性
消防法危険物第1類酸化性固体として規制を受ける。また原子力基本法に核原料物質として定められている。またウランの同位体はいずれも放射線を発するので放射性同位元素等による放射線障害の防止に関する法律（放射性同位元素）等の規制を受ける。
また、235U 等を天然存在比以上の高濃度に含む場合は、核原料物質、核燃料物質及び原子炉の規制に関する法律の核燃料物質としての規制を受ける。
硝酸ウラニル(VI)はα崩壊するので、霧箱などでα線の観測が出来るとされている。また、α線は蛍光物質を励起したり（カナリーガラス）、イオン化により炎を安定化する機能があるが、今日では硝酸ウラニル(VI)をその目的で使用することは少ない。
硝酸ウラニル(VI)は他のウラン化合物に比べ水溶性が高い特徴を持つため、核燃料の精錬や再処理での抽出プロセスにおいてこの物質に変換して化学的な精製を行うことが多い。また、1999年の東海村JCO臨界事故の原因となったのはこの物質である。